# Sabino Palumbieri
Sabino Palumbieri (Lavello, Potenza, 1. siječnja 1934.), talijanski je rimokatolički svećenik, salezijanac, esejist, publicist i novinar.

## Životopis
Rodio se u Lavellu kod Potenze 1934. godine. Svećenićke je sakramente primio 1961. godine. Studirao je na filozofskom i teološkom fakultetu gdje je diplomirao. Doktorirao je antropologiju. Predavačem je na Salezijanskom papinskom sveučilištu (Pontificia Studiorum Universitas Salesiana).

## Djela
Napisao je brojne studije. Piše ih s antropološkog gledišta. Studije se bave izvorima značajnim za događanja našega vremena. Među njegova djela spadaju Volto, cuore, mani dell'uomo: Le tre encicliche di Giovanni Paolo II rivisitate e articolate (1983.) i L'uomo e il futuro (Collana futuroggi)  (1991.).
Objavio je i ova djela:
- L'ateismo e l'uomo. La fede e la sfida (1986.)
- Don Bosco e l'uomo nell'orizzonte del personalismo (1987.)
- Cristo risorto leva della storia (1988.)
- Padre Pio e il mondo d'oggi. Un dono e un impegno (Ed. Casa Sollievo della sofferenza, S.Giovanni Rotondo 1989.)
- L'uomo e il futuro, I / È possibile il futuro per l'uomo? (1991.)
- Ogni giorno è Pasqua. Meditazioni e testimonianze (1995.)
- L'uomo questa meraviglia. Antropologia filosofica I (Urbaniana University Press, Vatikan 1999.)
- L'uomo, questo paradosso. Antropologia filosofica II. Trattato sulla concentrazione e condizione antropologica (Urbaniana University Press, Vatikan 2000.)
- Sorsate nel deserto (2002.)
- Cristo risorto. Nostra gioia e pace (Urbaniana University Press 2003.)
- La via lucis. Luce nella notte (2004.)
- L'uomo meraviglia e paradosso. Trattato sulla Costituzione, concentrazione e condizione antropologica (Urbaniana University Press 2006.)
- Negli occhi e nel cuore la speranza. Testimoni di Gesù risorto (2006.)

## Društvena djelatnost
Osnovao je društvo TR-2000 (Svjedoci Uskrsnuća za Jubilej 2000.). Organizirao je nacionalne pokrete s međusobnim kulturnim vezama i s humanistiko-kršćanskim djelatnostima. Organira novi način pučke pobožnosti među ljudima. Ta nova pučka pobožnost koja se raširila diljem svijeta naziva se Via Lucis (na hrvatskom: Put svjetlosti).
Via Lucis treba biti poticaj obnove kulture života koja je otvorena nadi i sigurnosti koju daje vjera, da bi dalo snage ljudima koji žive u društvu u kojem je svojstveno promicanje kulture smrti, očaja i nihilizma.

## Vanjske poveznice
- (engl.) The Way of Light (Via Lucis)
- (ital.) Filozofski fakultet Salezijanskog papinskog sveučilišta Sabino Palumbieri
- (ital.) Vatikan Datemi un punto d'appoggio... - Sabino M. Palumbieri, Tertium Millenium, N.5/ Novembre 1997